# Pseudoscopas paranaensis
Pseudoscopas paranaensis är en insektsart som beskrevs av Ronderos 1987. Pseudoscopas paranaensis ingår i släktet Pseudoscopas och familjen gräshoppor. Inga underarter finns listade i Catalogue of Life.